# Allan Howe

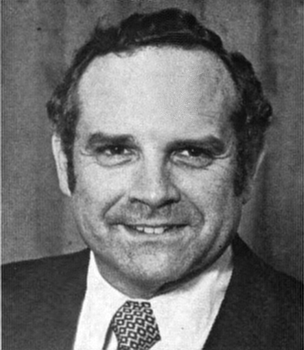
Allan Howe (1975)

Allan Turner Howe (* 6. September 1927 im Salt Lake County, Utah; † 14. Dezember 2000 in Arlington, Virginia) war ein US-amerikanischer Politiker. Zwischen 1975 und 1977 vertrat er den zweiten Wahlbezirk des Bundesstaates Utah im US-Repräsentantenhaus.

## Werdegang
Allan Howe besuchte die öffentlichen Schulen seiner Heimat und danach die University of Utah, an der er bis 1954 unter anderem Jura studierte. Nach seiner 1955 erfolgten Zulassung als Rechtsanwalt begann er in Salt Lake City in seinem neuen Beruf zu arbeiten. Zuvor war er von 1946 bis 1947 Mitglied der US-Küstenwache gewesen. Zwischen 1957 und 1959 war er stellvertretender Bezirksstaatsanwalt im Salt Lake County.
Politisch war Howe Mitglied der Demokratischen Partei. Zwischen 1959 und 1964 arbeitete er für US-Senator Frank Moss. In den Jahren 1965 und 1966 war Howe stellvertretender Attorney General von Utah. Danach gehörte er von 1966 bis 1968 dem Beraterstab von Gouverneur Calvin L. Rampton an. Von 1968 bis 1972 war er führendes Mitglied der Four Corners Regional Development Commission. Zwischen 1954 und 1960 war er Delegierter auf allen Parteitagen der Demokraten in Utah. Zwischenzeitlich arbeitete er als Rechtsanwalt in Salt Lake City.
1974 wurde Allan Howe in das US-Repräsentantenhaus gewählt, wo er am 3. Januar 1975 Wayne Owens ablöste. Zwei Jahre später wurde er nicht mehr wiedergewählt. Sein Mandat ging an den Republikaner Dan Marriott. Nach dem Ende seiner Zeit im Kongress arbeitete Allan Howe als Rechtsanwalt in Washington, D.C. Er starb am 14. Dezember 2000 in Arlington.